# نيل براون جونيور
نيل براون جونيور (بالإنجليزية: Neil Brown, Jr.)‏ مواليد 19 يونيو 1980 في أورلاندو، هو ممثل أمريكي بدأ مسيرته الفنية عام 1995.

## الأعمال
- لا تتراجع
- السرعة والغضب
- معركة لوس أنجلوس
- الخروج من كومبتون
- إي آر
- ساوث بيتش
- الموتى السائرون
- سوتس
- كاسل
- ويدز
- سيل تيم

## وصلات خارجية
- الموقع الرسمي
- نيل براون جونيور على موقع IMDb (الإنجليزية)
- نيل براون جونيور على موقع قاعدة بيانات الفيلم (الإنجليزية)